# 榊原勝也
榊原 勝也（さかきばら かつや、1968年7月1日 - ）は、兵庫県出身の元プロ野球選手（外野手、捕手）。右投右打。

## 来歴・人物
北陽高では3年春に4番打者として府大会優勝、1986年のプロ野球ドラフト会議で横浜大洋ホエールズから6位指名を受け入団。高校通算51本の二塁打を放った。
入団時は外野手登録だったが、入団4年目の1990年に強肩を生かして捕手へコンバートするも、一軍出場のないまま1992年限りで現役を引退した。

## 詳細情報

### 年度別打撃成績
- 一軍公式戦出場なし

### 背番号
- 62 （1987年 - 1992年）